# ARA Cándido de Lasala (Q-43)
ARA Cándido de Lasala (Q-43) fue un dock landing ship de la clase Ashland, que sirvió en la Armada Argentina de 1970 a 1981. Fue adquirido a la Armada de los Estados Unidos bajo los términos del Military Assitance Program (MPA). En EE. UU. sirvió bajo el nombre de USS Gunston Hall (LSD-5), desde 1941 hasta 1970, participó en desembarcos en la Segunda Guerra Mundial, la guerra de Corea y la guerra de Vietnam. En Argentina participó activamente en el despliegue de tropas en la Patagonia, especialmente durante el Conflicto del Beagle de 1978.

## Historia

### USS Gunston Hall (LSD-5) desde 1943 hasta 1970

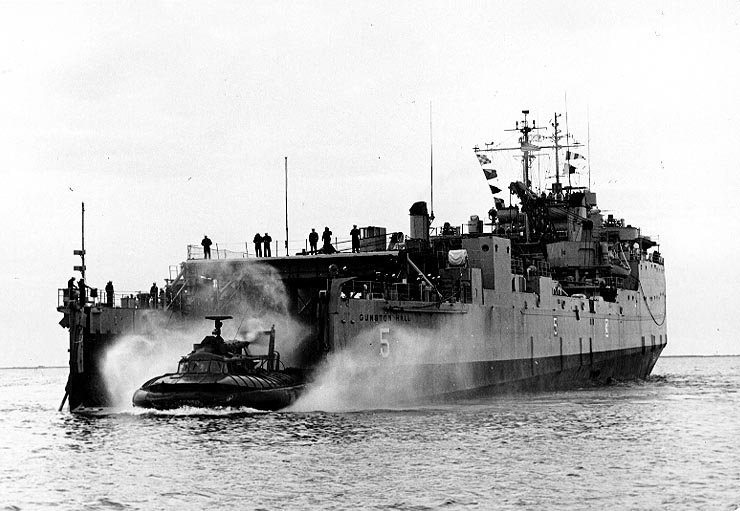
El USS Gunston Hall lanza un Vehículo PACV, 1967, tres años antes de que la nave fuera vendida a la Argentina

El ARA Cándido de Lasala (Q-43) comenzó su larga carrera operativa en la Armada de los Estados Unidos en 1943, como USS (LSD-5) Gunston Hall. Pertenecía a la clase Ashland de LSD's (Landing ship dock; o buque (con) dique de desembarco [BDD para la ARA]). Con el pabellón estadounidense fue un activo participante en la Segunda Guerra Mundial y los conflictos coreano y vietnamita. Exceptuando un breve período (1947/9) en el que se encontró en reserva, el buque estuvo en permanente servicio activo, participando también en expediciones al círculo polar ártico y en el bloqueo bajo bandera OEA durante la Crisis de los Misiles cubanos (1962).

### ARA Cándido de Lasala (Q-43) desde 1970
Afirmó el Pabellón Argentino el 25 de mayo de 1970, en la Base Naval de San Diego, de donde zarpó el 5 de junio de ese año. Arribó a Buenos Aires el 29 de julio de 1970, donde desembarcó unidades fluviales de la Armada de la República del Paraguay, que había transportado desde la Base de Guantánamo en Cuba. El 1 de agosto de 1970 se incorporó a la Flota de Mar, Escuadrilla de Apoyo y Sostén Logístico. Recibió su Pabellón de Guerra en marzo de 1971, entregado por el capitán de navío Infante de Marina Rodolfo Poletti, donado por la Infantería de Marina.

## Servicio operativo
Desde su incorporación a la Escuadrilla de Apoyo y Sostén Logístico, el buque participó de distintos ejercicios con la Infantería de Marina, destacándose en él, distintos medios de dicho Comando. Fueron habituales los despliegue del buque hacia playas donde se procedía al desembarco de los medios a bordo, junto a otros buques del Comando de la Flota de Mar, cumpliendo sus funciones de asalto anfibio. También desarrolló tareas como buque antártico y transporte de unidades menores. Cabe destacar que también se probó su operación en ambientes fluviales.

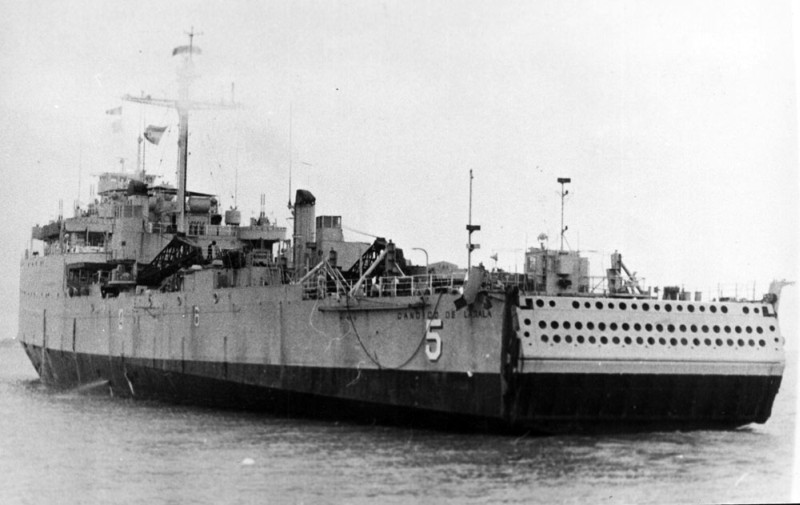
USS Gunston Hall (LSD-5)

Mientras transportaba a la Argentina, en su dique a la Lancha Rápida ARA Indómita (P-86), el Cándido Lasala sufrió, el 22 de diciembre de 1974, en el Canal de la Mancha, una explosión de calderas, falleciendo dos tripulantes y quedando gravemente herido otro. El buque se dirigió a Portsmouth, Reino Unido donde fue reparado. Un fuerte temporal, en el Golfo de Vizcaya, le produjo fisuras en su casco, a la altura del compartimiento de calderas de babor, que lo obligaron a ingresar a Lorient y luego a Brest, ambas en Francia, para su reparación. Zarpó definitivamente hacia la Base Naval de Puerto Belgrano el 16 de febrero de 1975.
Durante la Operación Soberanía, para la ocupación militar de las islas Picton, Lennox y Nueva, en el Canal de Beagle, la Armada Argentina destacó a la zona del conflicto, una importante flota encabezada por el portaaviones ligero ARA Veinticinco de Mayo (V-2) y su Grupo Aeronaval Embarcado. En dicho despliegue el Cándido Lasala participó del segundo grupo de tareas, que era encabezado por el crucero ARA General Belgrano y los destructores ARA Rosales, ARA Bouchard con cuatro misiles MM-38 Exocet y el ARA Piedrabuena. Este grupo cubría a la fuerza de desembarco compuesta por el Cándido Lasala y el buque de desembarco de tanques ARA Cabo San Antonio, también navegaba en este grupo de tareas el buque tanque ARA Punta Médanos y otros buque tanques de YPF (Yacimientos Petrolíferos Fiscales).
Por resolución del comandante en jefe de la Armada N.º 132 del 6 de marzo de 1981, se dispuso su radiación y venta, siendo adquirido por la empresa Elio y Arsenio Llop en 88 875 000 $. Fue entregado, junto al aviso ARA Goyena (A-3), el 22 de marzo de 1982

## Comandantes del ARA Cándido de Lasala (Q-43)
El buque, a lo largo de su carrera operativa en la Armada Argentina, ha tenido a los siguientes Comandantes:
| Desde                   | Hasta                   | Grado              | Nombre                   |
| ----------------------- | ----------------------- | ------------------ | ------------------------ |
| 25 de mayo de 1970      | 9 de marzo de 1971      | Capitán de fragata | Luis Enrique Badaroux    |
| 9 de marzo de 1971      | 14 de diciembre de 1971 | Capitán de fragata | Rubén Jacinto Chamarro   |
| 4 de diciembre de 1971  | 15 de febrero de 1973   | Capitán de fragata | Alberto Oscar Casellas   |
| 15 de febrero de 1973   | 21 de febrero de 1974   | Capitán de fragata | Héctor Antonio Terranova |
| 21 de febrero de 1974   | 19 de marzo de 1975     | Capitán de fragata | Enrique F. Donadini      |
| 19 de marzo de 1975     | 11 de junio de 1975     | Capitán de fragata | Raúl Sotelo              |
| 11 de junio de 1975     | 2 de febrero de 1976    | Capitán de fragata | Salvio O. Menéndez       |
| 2 de febrero de 1976    | 19 de julio de 1976     | Capitán de fragata | Hugo Piantanida          |
| 19 de julio de 1976     | 28 de diciembre de 1976 | Capitán de fragata | Gustavo Grunschlager     |
| 28 de diciembre de 1976 | 6 de julio de 1977      | Capitán de fragata | Pedro Laplaza            |
| 6 de julio de 1977      | 6 de enero de 1978      | Capitán de fragata | Mario H.A. Brusa         |
| 6 de enero de 1978      | 13 de febrero de 1979   | Capitán de fragata | Carlos E. Rucci          |
| 13 de febrero de 1979   | 30 de enero de 1980     | Capitán de fragata | Emilio A. Bianchi        |
| 30 de enero de 1980     | 14 de abril de 1981     | Capitán de fragata | Oscar R. Padilla         |

## Su nombre
Por Resolución del Jefe del Estado Mayor General de la Armada N.º 457/71 se le dio su nombre, siendo el primer buque de la Armada Argentina en llevarlo, en homenaje al teniente de navío Cándido de Lasala, de la Real Armada Española, muerto en combate contra los británicos, durante la segunda de las Invasiones Inglesas, en Quilmes (Provincia de Buenos Aires), el 29 de junio de 1807.